# Gabriel Ruelas
Gabriel Ruelas (* 23. Juli 1970 in La Yerbabuena, Jalisco) ist ein ehemaliger mexikanischer Profiboxer und Weltmeister der WBC im Superfedergewicht. Er ist der ältere Bruder des Boxweltmeisters Rafael Ruelas.

## Boxkarriere
Im Alter von sieben Jahren kam er mit seiner Familie in die USA und trat im Alter von zwölf Jahren dem Ten Goose Boxing Gym in Kalifornien bei. Als Amateurboxer gewann er 55 von 58 Kämpfen, wurde California State Golden Gloves Champion und erreichte den dritten Platz bei den National Golden Gloves 1987.
Im September 1988 bestritt er sein Profidebüt im Caesars Palace von Las Vegas und gewann durch K. o. in der ersten Runde. Auch seine nächsten 20 Kämpfe konnte er für sich entscheiden. Im April 1990 unterlag er aufgrund einer Ellenbogenverletzung gegen Jeff Franklin, gewann jedoch seine nächsten zwei Kämpfe und durfte so um die Nordamerikanische Meisterschaft der NABF im Superfedergewicht boxen; diesen Kampf gewann er am 31. Juli 1991 durch einstimmigen Punktesieg gegen den Texaner Aaron Lopez.
Durch neun weitere Siege erhielt er schließlich eine WBC-WM-Chance im Superfedergewicht gegen Azumah Nelson, unterlag diesem jedoch knapp nach Punkten. Durch fünf K.-o.-Siege in Folge wurde er erneut WBC-WM-Herausforderer des neuen Titelträgers Jesse Leija und besiegte diesen in Las Vegas einstimmig nach Punkten. Zudem hatte er seinen ungeschlagenen Kontrahenten auch zweimal am Boden.
Am 28. Januar 1995 verteidigte er den Titel durch t.K.o. nach der zweiten Runde gegen den New Yorker „Pitbull“ Freddie Liberatore. In seiner zweiten Titelverteidigung am 6. Mai 1995, gewann er durch t.K.o. in der elften Runde gegen den Kolumbianer Jimmy Garcia. Dieser erlitt schwere Kopfverletzungen und starb knapp zwei Wochen später im Krankenhaus. Dieses Ereignis veränderte auch Ruelas Leben. Er besuchte mehrfach Garcia und dessen Familie, spendete einen Großteil seiner Ersparnisse und stieg erst sieben Monate später wieder in den Ring. Sichtlich in keiner guten Verfassung, verlor er dabei durch t.K.o. in der fünften Runde gegen Azumah Nelson, nachdem er bereits in der ersten und vierten Runde zu Boden gegangen war.
Nach drei folgenden Siegen erhielt er zwar nochmals eine WM-Chance, diesmal um den IBF-Titel im Superfedergewicht, verlor jedoch gegen Arturo Gatti erneut durch t.K.o. in der fünften Runde. Das Ring Magazine wählte das Duell zum Kampf des Jahres und den Niederschlag von Ruelas zum Knockout des Jahres.
Nach acht weiteren Kämpfen, darunter fünf Siegen und drei Niederlagen, beendete er seine Karriere im März 2003. 2006 wurde er in die California Boxing Hall of Fame aufgenommen.